# 伊川茂樹
伊川 茂樹（いかわ しげき、1956年（昭和31年）2月8日 ）は、愛媛県出身の発明家、音楽ディレクター。周波数研究家、IHZ(アイヘルツ)発見　2023年IHzの効果を拡張したiWave(アイウェーブ)を発表。

## 人物
へその緒が首に巻きついて生まれ、その後遺症で重度の脳性小児麻痺になり、言語と右手右足の機能に障害をかかえている。

音の研究家として、言語・聴覚・視覚などの障害を持つ人たちのコミュニケーションを助けるために、様々な装置を開発している。
昭和61年に「視覚障害者用の音声機能付きタイプライター」を開発しており、これが伊川の最初の発明となる。
昨今様々な固有周波数と共鳴する、IHZの発見者となる

### モットー
媚びない、退かない、諦めない

### 学歴
日本福祉大学　社会福祉学科

　名古屋工学院専門学校　第2電子工学科

　大阪芸術大学　放送学科

### 職歴
北進塾経営　　昭和５７～平成２６

(株)ザ・ワークス

シンフォニー（株）顧問　平成２８～

(株)伊川総合研究所　　　 平成２９～

(株)エクシード・リサーチ　iWaveMusic事業部　開発部部長　 令和６～
　　　　

## 日本宇宙少年団
日本宇宙少年団西条サンタクロース分団結成 分団長に就任
　愛媛新聞 愛媛版 1992年(平成4年)11月18日に掲載 

### 日本宇宙少年団活動歴
身障者用発生パソコン開発（画面に50音足で操作)　国際宇宙少年団機構の世界大会(韓国：太田)で発表

　愛媛新聞 愛媛版 1993年(平成5年)6月18日に掲載 

国際宇宙少年団機構　国際ジャンボリー(韓国世界万博)で身障者用発生パソコン発表

　日本宇宙少年団機関誌にに掲載1993年(平成5年)10月 

唇の動きで操作する会話装置開発(唇少し動かせば会話OK)

　愛媛新聞 ワイドえひめ　1995年(平成7年)7月28日に掲載 

国際宇宙少年団機構　YAI国際コンファレンス(開催地：北京)に参加

　読売新聞夕刊　全国版　1995年(平成7年)8月19日に掲載 

　第8回YAI国際コンファランスの模様　日本宇宙少年団機関誌1995年(平成7年)10月より

音声明瞭化装置 Type1開発 ”こもった声を聞こえやすく”試験で好結果、実用化へ

　愛媛新聞ワイドえひめ　1997年(平成9年)7月17日に掲載 

水ロケットでSOS発信　日本宇宙少年団西条分団　全国3位の審査員特別賞受賞

　愛媛新聞　1998年(平成10年)8月27日に掲載

宇宙飛行士向井さんとの植物実験報告会　日本宇宙少年団西条分団　優秀賞を受賞

　毎日新聞　愛媛版　1999年(平成11年)1月27日に掲載

日本宇宙少年団　メンバーズニュース　「すぴーくへるぱー」いよいよ最終バージョンの製作へ!

　日本宇宙少年団　メンバーズニュース

「エンデバー搭載の毛利宇宙飛行士にメッセージを送ろう」への参加　地上のメッセージ　レーダー電波反射板を製作

　愛媛新聞　地方版　2000年(平成12年)1月27日に掲載

国際宇宙少年団機構　世界大会(上海)について　“病院ステーション計画”国際大会で発表

　毎日新聞　2000年(平成12年)7月14日に掲載

第13回YAI国際コンファランス　中国上海で開催されたYAI国際コンファランス

　日本宇宙少年団機関誌より　2000年(平成12年)10月に掲載

第18回YACの楽しい仲間たち　多くの人に夢を与えられる活動をめざして

　日本宇宙少年団機関誌より　2002年(平成14年)12月に掲載

日本宇宙少年団西条サンタクロース分団所属の3人が「子供衛星アイデアコンテスト」で発想豊かな提案で審査員特別賞を受賞

　愛媛新聞　2006年(平成18年)9月2日に掲載 

### 海外発表歴
国際宇宙少年団機構　国際コンファランス
　平成　５年(1993年)　韓国　片足で操作する会話支援装置
　平成　７年(1995年)　北京　唇で操作する会話支援装置
　平成１２年(2000年)　上海　福祉用宇宙ステーション構想
　平成２９年(2017年)　ドバイ　ビューティーワールドインドバイに出展(Yahooニュースに取り上げられる)

## 講演会実績
2017年から　旭川,札幌,仙台,東京,横浜,宇都宮,伊予西条,福岡,長崎など日本各地で公演
2021年後半から　Webにて配信

## 社会活動歴
視覚障害者用ソフト開発　“タイプライター”しゃべるって!?盲人用に文書音読

　朝日新聞　愛媛版　1985年(昭和60年)12月17日に掲載

盲人用パソコン・ソフト考案　タイプに音声機能　自分で校正OK

　愛媛新聞　ワイドえひめ　1985年(昭和60年)12月21日に掲載

言語障害者用　意志伝達装置を開発　障害の少年へ会話システム　パソコンからなくした声が

　愛媛新聞　ワイドえひめ　1990年(平成2年)2月に掲載

足で操作する会話装置開発　身障者用発声パソコン開発　画面に50音　足で操作

　読売新聞　愛媛版　1993年(平成5年)6月18日に掲載

科学技術庁発行「日本の科学技術」に掲載　Young People Use Science to Help the Disabled

　Tsukuba Expo Center　1993年(平成5年)7月号に掲載

高齢者の為の音声をゆっくり聞くソフト開発　ゆっくり始めて徐々に速く　“速聴”でボケ防止

　愛媛新聞　1999年(平成11年)1月27日に掲載

文書音読システム開発　機能向上へ今後も研究

　愛媛新聞　ワイドえひめ　1998年(平成10年)3月22日に掲載

言語障害者　会話自由に　研究11年　マイク精度高める

　愛媛新聞　1999年(平成11年)7月6日に掲載

　毎日新聞　2004年(平成16年)8月28日　愛媛版に掲載

高齢者に見やすい色を使ったバリアフリーイラスト展　色覚変化に対応のイラスト展

　愛媛新聞　2004年(平成16年)5月19日に掲載

　四国新聞　2004年(平成16年)12月四国新聞に掲載

視力失った人に「触る絵」大阪芸大生らのグループ　突起で色表現

　愛媛新聞　2005年(平成17年)　4月29日に掲載

バリアフリー芸術展(色覚補正や突起で色彩でお年寄りにも色くっきり)　高松で開催

　愛媛新聞　2004年(平成16年)愛媛新聞に掲載

　朝日新聞　愛媛版　2005年(平成17年)7月7日に掲載 

毛利さん宇宙夢語り　独占インタビュー 今治FMが番組制作　毛利さんからみなさんへのメッセージ

　愛媛新聞　2006年(平成18年)9月2日に掲載

バリアフリー音楽放送中!今治FM　高齢者向けに音質改良

　「2006年度(平成18年)　大阪芸術大学「通信教育部募集要項」に掲載 

絵画加工し見やすく　バリアフリーイラスト展四国中央で開催　－若い頃の色彩よみがえる－

　フリーペーパー　「ホージャ!」　2006年(平成18年)3月に掲載 

大阪芸術大学通信教育部募集要項に掲載　伊川茂樹流、芸通の学び方(ITや音響・通信技術、そしてアート的アプローチで人に貢献できる開発をしたい)
　愛媛新聞　2006年(平成18年)9月3日に掲載 

街の「発明家」が新たなプロジェクトをスタート　フリーペーパー　「ホージャ!」に掲載

　愛媛新聞　ワイドえひめ　2009年9月14日に掲載 

宇宙に向かって“チーズ!”衛星写真に挑戦　卒業記念　校庭に「大」の字

　愛媛新聞　2009年(平成21年)5月28日に掲載 

音楽もバリアフリー　特殊装置使い音源処理で老人ホームでコンサート開催

難聴者に配慮した演奏会で特殊音響担当

　愛媛新聞　2010年(平成22年)8月18日に掲載 

年齢に関係なく絵画を楽しめるように工夫したバリアフリーアート展　-本来の色で楽しんで-

おもちゃの機能を利用して障害者の言葉を明瞭変換

　愛媛新聞　2012年(平成24年)9月2日に掲載 

## 表彰
平成　５年　（財）日本宇宙少年団より特別賞（社会福祉貢献）
　平成　６年　　日本アマチュア無線連盟より表彰（無線技術の福祉利用）
　平成２８年　（財）日本宇宙少年団より３０周年記念表彰

## 特許
２０２１年　リラックス効果やマッサージ効果を得ることができる音声発生装置で特許取得

## 著書
- 「自分という未来 伊川茂樹の冒険」 創風社出版、2011年4月、ISBN 4-06-206121-X　[41]